# Evandale (Tasmanië)
Evandale is een plaats in de Australische deelstaat Tasmanië en telt 1057 inwoners (2006).